# Campeonato Carioca de Futebol de 1978
O Campeonato Carioca de Futebol de 1978 foi a 80.ª edição da principal divisão do futebol no Rio de Janeiro e a última do antigo Estado da Guanabara, disputada por 12 equipes, teve como vencedor o Flamengo.
A média de público foi de 11.759 torcedores pagantes por jogo.

## História
Como as federações dos antigos estados do Rio de Janeiro e da Guanabara tinham sido fundidas na federação do novo Estado do Rio de Janeiro, esta competição foi originalmente concebida como apenas uma fase classificatória para o primeiro campeonato do novo estado, cuja fase final seria disputada de fevereiro a abril de 1979, conforme determinação da Resolução nº 4/78 do CND. Em 25 de janeiro de 1979, após o seu término, esta competição foi transformada no último campeonato do antigo Estado da Guanabara. A competição de fev-abr/1979 foi transformada no "Campeonato Especial" de 1979 e o I Campeonato Estadual do (novo Estado do) Rio de Janeiro, válido pela temporada de 1979, foi disputado entre maio e setembro/1979.

## Classificação

### 1º Turno (Taça Guanabara)
| Classificação | Classificação | Classificação | Classificação | Classificação | Classificação | Classificação | Classificação | Classificação | Classificação |
| Pos           | Time          | PG            | J             | V             | E             | D             | GP            | GS            | SG            |
| ------------- | ------------- | ------------- | ------------- | ------------- | ------------- | ------------- | ------------- | ------------- | ------------- |
| 1             | Flamengo      | 17            | 11            | 7             | 3             | 1             | 29            | 6             | +23           |
| 2             | Fluminense    | 17            | 11            | 8             | 1             | 2             | 26            | 9             | +17           |
| 3             | Botafogo      | 17            | 11            | 6             | 5             | 0             | 22            | 10            | +12           |
| 4             | Vasco da Gama | 15            | 11            | 5             | 5             | 1             | 19            | 9             | +10           |
| 5             | America       | 13            | 11            | 4             | 5             | 2             | 12            | 7             | +5            |
| 6             | São Cristóvão | 13            | 11            | 5             | 3             | 3             | 11            | 16            | -5            |
| 7             | Bonsucesso    | 9             | 11            | 2             | 5             | 4             | 10            | 16            | -6            |
| 8             | Madureira     | 8             | 11            | 3             | 2             | 6             | 10            | 12            | -2            |
| 9             | Bangu         | 8             | 11            | 3             | 2             | 6             | 4             | 14            | -10           |
| 10            | Portuguesa    | 7             | 11            | 2             | 3             | 6             | 8             | 18            | -10           |
| 11            | Olaria        | 5             | 11            | 0             | 5             | 6             | 2             | 15            | -13           |
| 12            | Campo Grande  | 3             | 11            | 0             | 3             | 8             | 3             | 24            | -21           |

### 2º Turno (Taça Rio de Janeiro)
| Classificação | Classificação | Classificação | Classificação | Classificação | Classificação | Classificação | Classificação | Classificação | Classificação |
| Pos           | Time          | PG            | J             | V             | E             | D             | GP            | GS            | SG            |
| ------------- | ------------- | ------------- | ------------- | ------------- | ------------- | ------------- | ------------- | ------------- | ------------- |
| 1             | Flamengo      | 21            | 11            | 10            | 1             | 0             | 31            | 5             | +26           |
| 2             | Vasco da Gama | 20            | 11            | 10            | 0             | 1             | 33            | 6             | +27           |
| 3             | Fluminense    | 16            | 11            | 7             | 2             | 2             | 21            | 9             | +12           |
| 4             | America       | 14            | 11            | 6             | 2             | 3             | 20            | 11            | +19           |
| 5             | Botafogo      | 13            | 11            | 6             | 1             | 4             | 16            | 8             | +8            |
| 6             | Olaria        | 10            | 11            | 4             | 2             | 5             | 7             | 14            | -7            |
| 7             | Bonsucesso    | 8             | 11            | 2             | 4             | 5             | 14            | 20            | -6            |
| 8             | São Cristóvão | 8             | 11            | 4             | 0             | 7             | 8             | 22            | -14           |
| 9             | Bangu         | 6             | 11            | 2             | 7             | 5             | 5             | 15            | -10           |
| 10            | Campo Grande  | 6             | 11            | 1             | 4             | 6             | 12            | 24            | -12           |
| 11            | Portuguesa    | 6             | 11            | 1             | 4             | 6             | 11            | 27            | -16           |
| 12            | Madureira     | 4             | 11            | 1             | 2             | 8             | 5             | 22            | -17           |

## Classificação final
| Classificação | Classificação | Classificação | Classificação | Classificação | Classificação | Classificação | Classificação | Classificação | Classificação |
| Pos           | Time          | PG            | J             | V             | E             | D             | GP            | GS            | SG            |
| ------------- | ------------- | ------------- | ------------- | ------------- | ------------- | ------------- | ------------- | ------------- | ------------- |
| 1             | Flamengo      | 38            | 22            | 17            | 4             | 1             | 60            | 11            | +49           |
| 2             | Vasco da Gama | 35            | 22            | 15            | 5             | 2             | 52            | 15            | +37           |
| 3             | Fluminense    | 33            | 22            | 15            | 3             | 4             | 47            | 18            | +29           |
| 4             | Botafogo      | 30            | 22            | 12            | 6             | 4             | 38            | 18            | +20           |
| 5             | America       | 27            | 22            | 10            | 7             | 5             | 32            | 18            | +14           |
| 6             | São Cristóvão | 21            | 22            | 9             | 3             | 10            | 19            | 38            | -19           |
| 7             | Bonsucesso    | 17            | 22            | 4             | 9             | 9             | 24            | 36            | -12           |
| 8             | Olaria        | 15            | 22            | 4             | 7             | 11            | 9             | 29            | -20           |
| 9             | Bangu         | 14            | 22            | 5             | 9             | 11            | 9             | 29            | -20           |
| 10            | Portuguesa    | 13            | 22            | 3             | 7             | 12            | 19            | 45            | -26           |
| 11            | Madureira     | 12            | 22            | 4             | 4             | 14            | 15            | 34            | -19           |
| 12            | Campo Grande  | 9             | 22            | 1             | 7             | 14            | 15            | 48            | -33           |